# Dorppolder
De Dorppolder was een waterschap en is een polder in de gemeenten Westland en Midden-Delfland, in de Nederlandse provincie Zuid-Holland. De naam verwijst naar de ambachtsheerlijkheid Dorp, die tot 1795 een zelfstandige bestuurseenheid was en onder andere het centrale deel van de polder omvatte. De polder wordt begrensd door de Oostgaag in het zuidoosten, de Zijde in het oosten, de Lee in het noorden. In het westen grenst de polder met de Kralingerkade aan de Kralingerpolder. 
Het waterschap was verantwoordelijk voor de vervening, drooglegging en later de waterhuishouding in de polder.

## Geschiedenis

### Vorming van het landschap

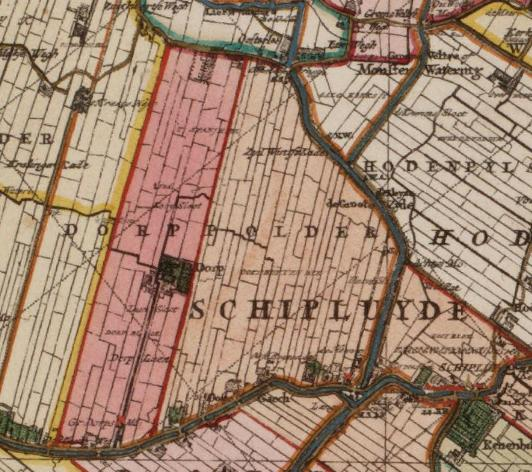
kaart 1712.

Het gebied, wat later de Oude Campspolder, Kralingerpolder en Dorppolder zou worden, overstroomde regelmatig voordat het ontgonnen werd. Zo liep door het gebied dat nu de Dorppolder is, een aftakking van de Gantel wat geregeld het overliggende gebied liet overstromen. Overblijfselen van deze aftakking zijn nog waar te nemen in de Dorppolder in de vorm van kreekruggen, wat verhogingen zijn in het landschap. De klei die door de rivier is afgezet is minder hard geklonken dan het omliggende land waardoor deze verhogingen zichtbaar zijn geworden.
Op kleiafzettingen van de Gantel in de polder zijn bewoningssporen gevonden uit de Late IJzertijd. Uit de Romeinse tijd zijn bewoningssporen gevonden op de oeverwallen van de geulafzetting van de Gantel gevonden. Na het wegtrekken van de Romeinen werd het gebied niet meer bewoond en zijn de overblijfselen door een laag klei bedekt geraakt door overstromingen in de Late Middeleeuwen. Gedurende de eeuwen na de Romeinen is het gebied niet permanent bewoond geweest omdat het daarvoor te nat was. 
Vanaf de tiende eeuw ontstonden weer nederzettingen in de omgeving. Restanten van een nederzetting van voor de twaalfde eeuw zijn gevonden langs riviertje de Schee of Scheewatering, die toen nog in directe verbinding stond met de Maas. Ook in de huidige Kralingerpolder en Oude Campspolder zijn langs de Schee resten van nederzettingen van voor de twaalfde eeuw gevonden. In de derde kwart van de twaalfde eeuw is het Westland en het gebied van de huidige Dorppolder geteisterd door overstromingen waarbij een dik pak klei is afgezet. Het zeewater kwam het land onder andere binnen via riviertjes de Lee, Schee en Spartel. Ontginningen, waarmee het land geschikt werd gemaakt voor landbouw, die voor die tijd waren gedaan waren grotendeels weggespoeld.
Om het gebied beter te beschermen is hierna een hoefijzervormige dijk aangelegd die de oever van de Maas volgde en daarna landinwaarts afboog in noordoostelijke richting op ruime afstand van de Lee. De zuidelijke Leebedijking volgt de huidige Burgerdijkseweg en de Oostbuurtseweg. Vervolgens is het gebied achter de dijken, inclusief de Dorppolder, systematisch verkaveld in stroken van 60 roeden. Tussen de Oostbuurtseweg en de Gaag is dit verkavelingspatroon nog grotendeels herkenbaar gebleven. De boerderijen in het deel van de Dorppolder lagen vooral langs de Oostbuurtseweg en de Gaag. In ruil voor grond werd het ontginnen gefinancierd voor de adel. Op hun nieuwe grondgebied, in de Dorppolder liet het geslacht Van Dorp in de twaalfde eeuw werd het mottekasteel Huis ten Dorp bouwen. Zij zijn ook de naamgever van de polder. Een ander mottekasteel genaamd Diepenburg heeft gelegen op de plek van de huidige boerderij 't Kraaiennest.

### Ontstaan polder
De Oude Campspolder, Kralingerpolder en Dorppolder vormden voor de splitsing een waterstaatkundige eenheid. Het gezamenlijke gebied werd voornamelijk ontwaterd door de Grote Schee die toen bij de monding in de Maas veel breder was. Zuidelijk hiervan liep een andere afwateringssloot, de Kleine Schee, maar deze is niet meer zichtbaar in het landschap. In 1446 gaf het Hoogheemraadschap Delfland toestemming voor de vorming en opdeling van het gebied in drie polders. De reden hiervoor was dat de bodemdaling niet met dezelfde snelheid verliep in het grote gebied. De Dorppolder werd van de Kralingerpolder gescheiden door de Kralingerkade. Deze kade liep via de Gaag naar boerderij 't Kraaiennest richting de Lee. De vorming van een polder ging gewoonlijk ook gepaard met de komst van molens. Toch dateert de eerste vermelding van een molenmeester in de Dorppolder van 1518.

### Bemaling

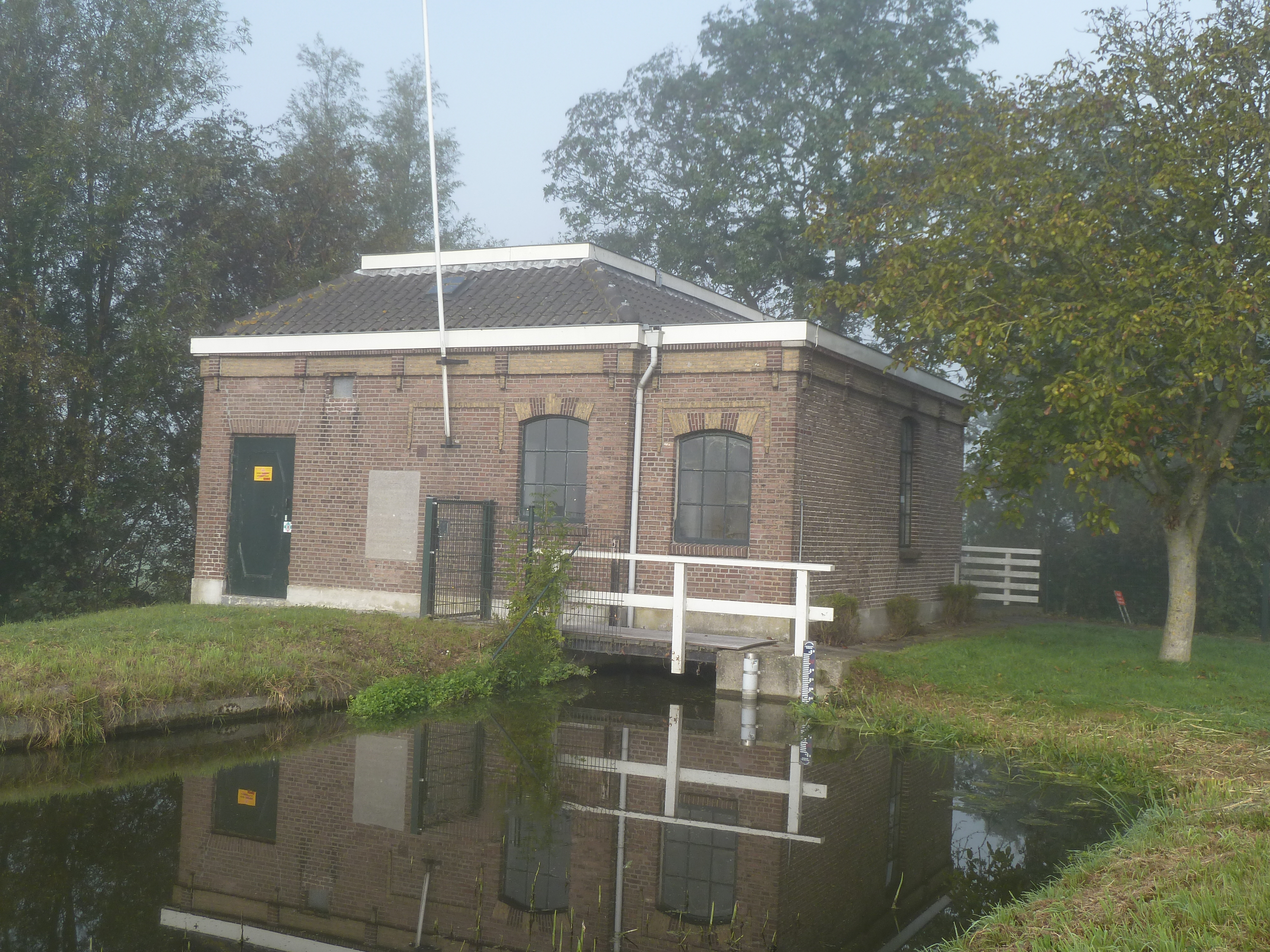
Gemaal Dorppolder uit 1876.

De polder werd bemaald door twee molens. De Grote Dorpmolen lag langs de laan naar Huis ten Dorp en is tussen 1878 en 1879 gesloopt en vervangen door gemaal Dorppolder uit 1876. Oorspronkelijk was het gemaal Dorppolder een stoomgemaal met een schoorsteen. In 1920 werd overgegaan op elektrische bemaling en is de schoorsteen gesloopt. De Kleine Dorpmolen lag tegenover de korenmolen De Korpershoek. Om de waterafvoer te verbeteren is in 2020 een nieuwe gemaal Dorppolder-Noord gebouwd die water in de Zijde afvoert.

## Karakter, grondgebruik en waterhuishouding
De polder heeft in de 21e eeuw haar landelijke karakter niet verloren. Alleen het noordelijke deel van de polder is bebouwd met kassen, terwijl het zuidelijk deel uit weilanden bestaat. Doordat het weidegebied belang heeft bij een lager grondwaterpeil dan de kassen, zijn er decennialang sluimerende conflicten geweest over het waterbeheer. Plannen uit de periode 2009 tot 2012 om de recreatieplassen van het Kraaiennest – op de scheiding tussen noord en zuid – te betrekken bij een oplossing, stuitten op beheerstechnische problemen.
De oplossing die ideaal was qua waterbeheer, de scheiding tussen glas en gras liep spaak op geldkwesties en de noodzaak om grond op te offeren aan watergangen. Na een openlijk conflict in 2016 is besloten tot een gedeeltelijke scheiding tussen de waterpeilen in de twee gebieden en aanpassingen in de waterafvoer. 

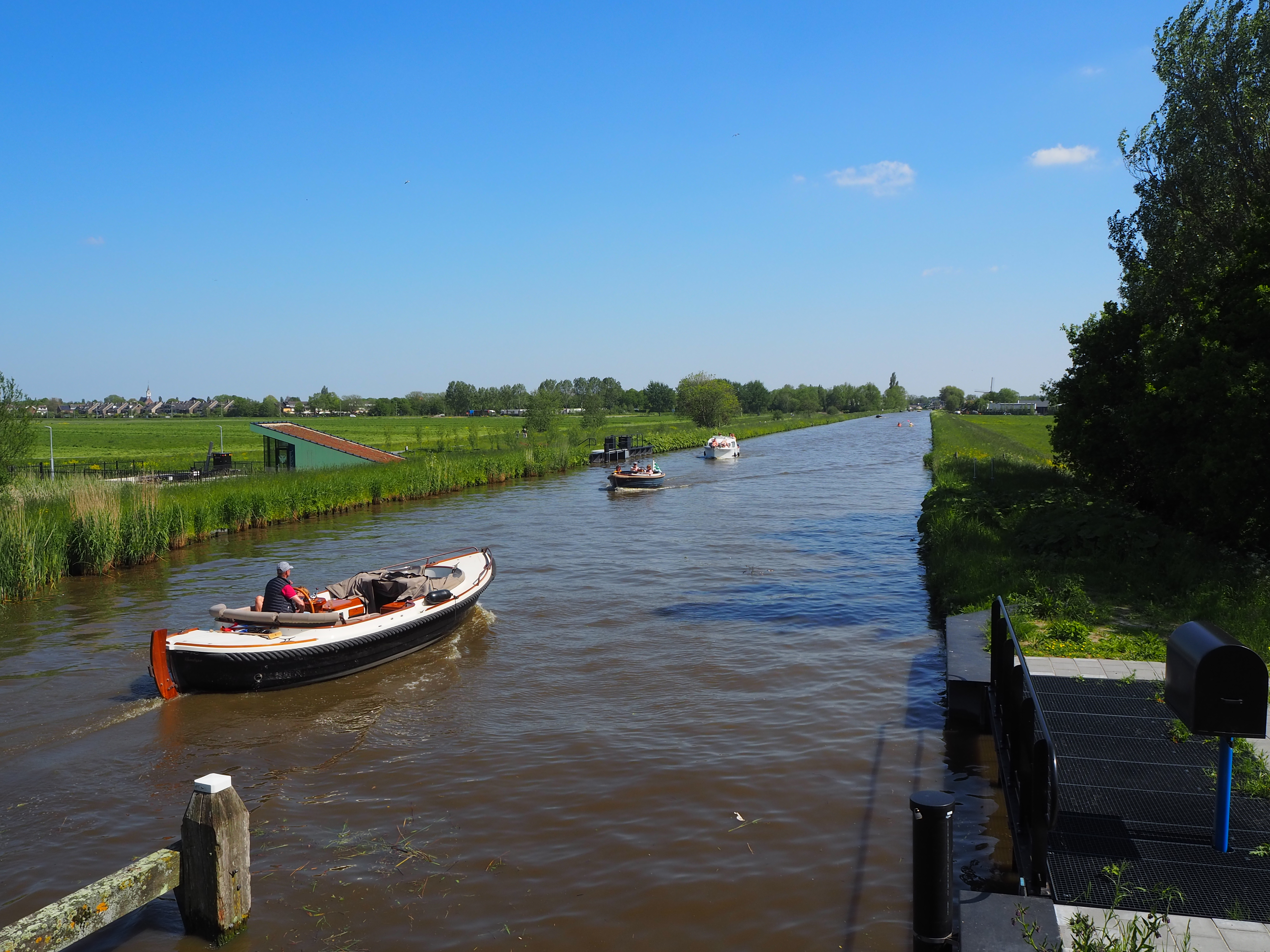
Water de Zijde
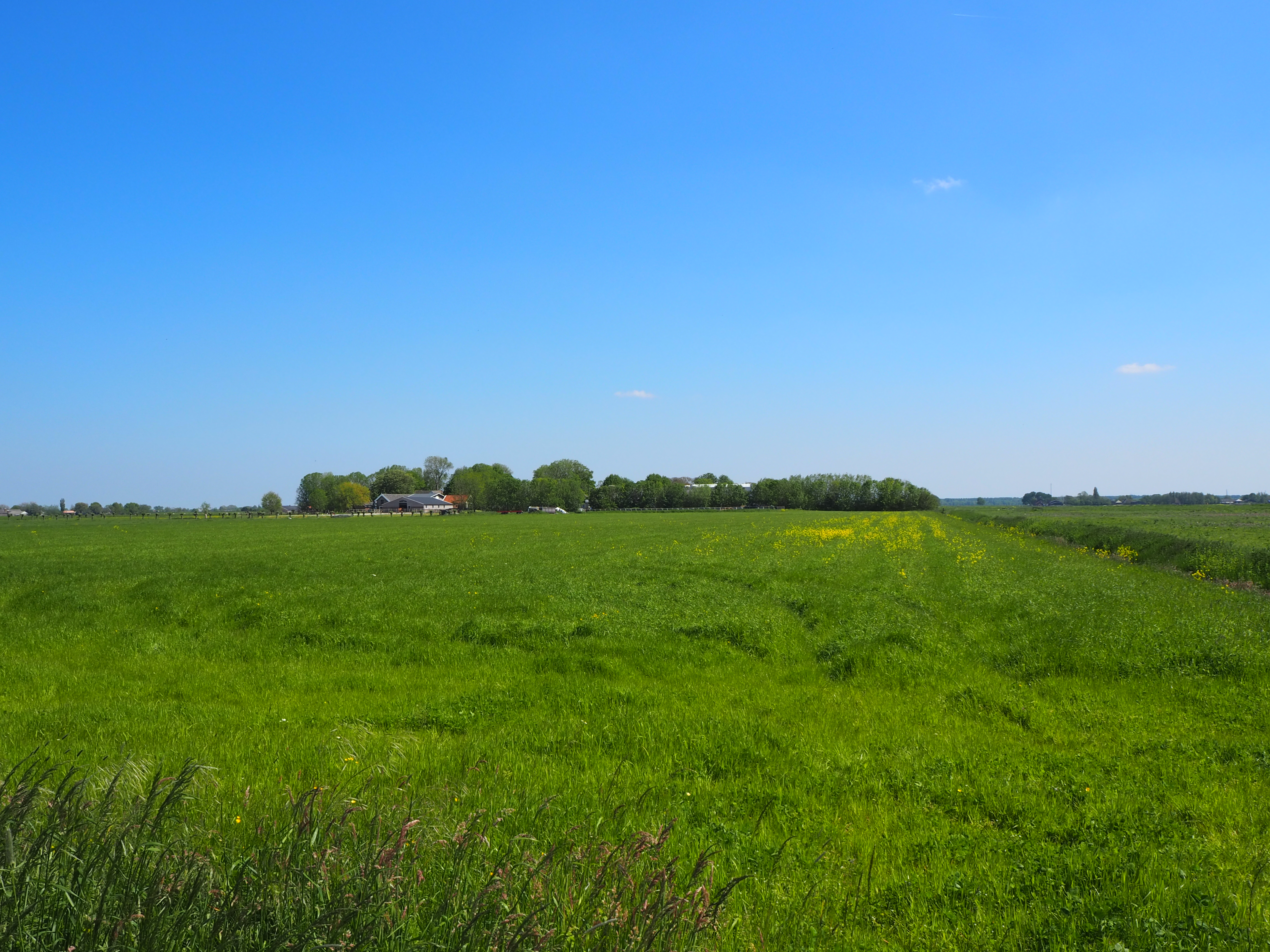
Dorppolder. Huis ten Dorp stond op de plek waar nu de boerderij tussen de bomen staat.
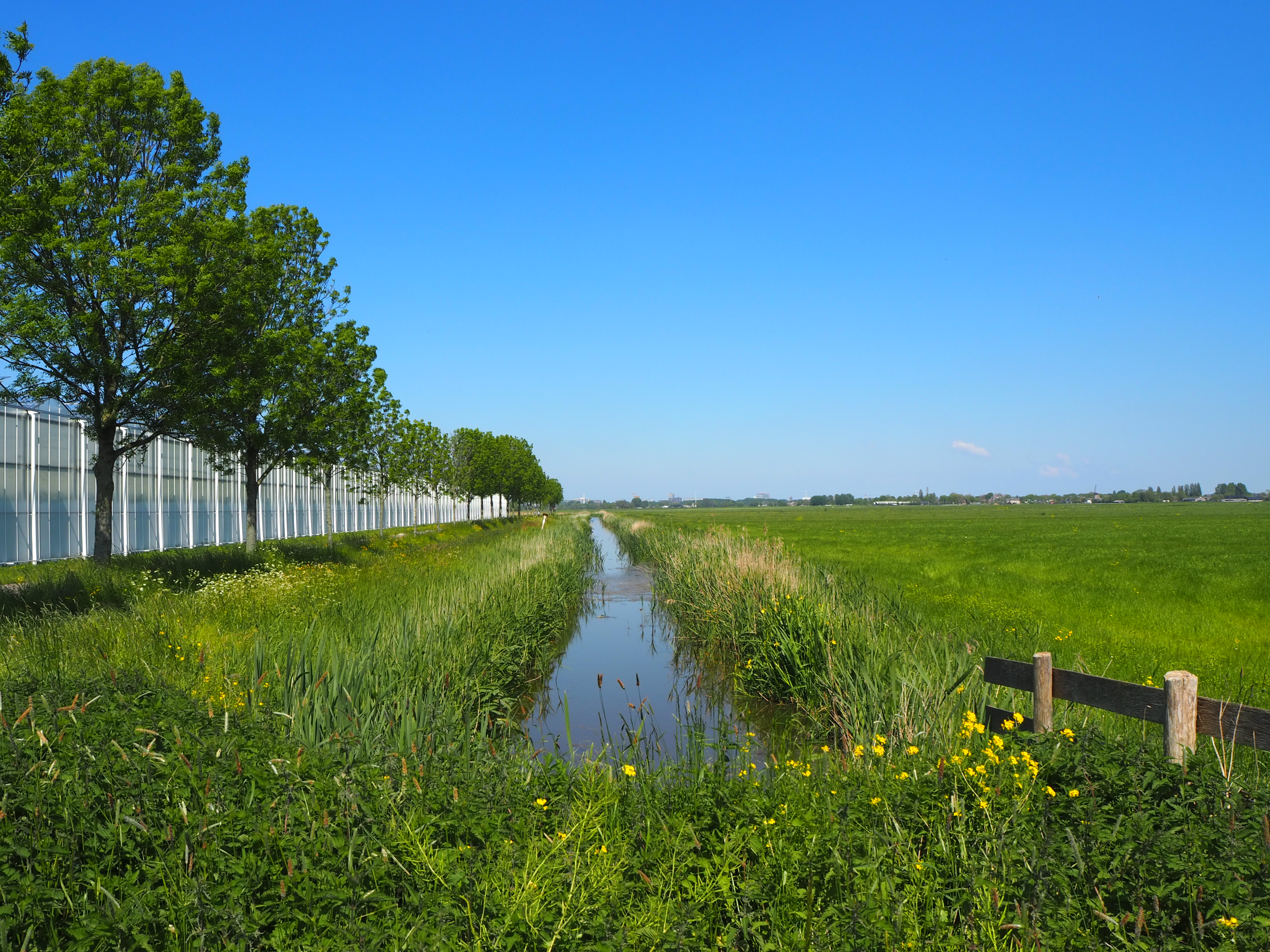
Scheewatering en Dorppolderweg
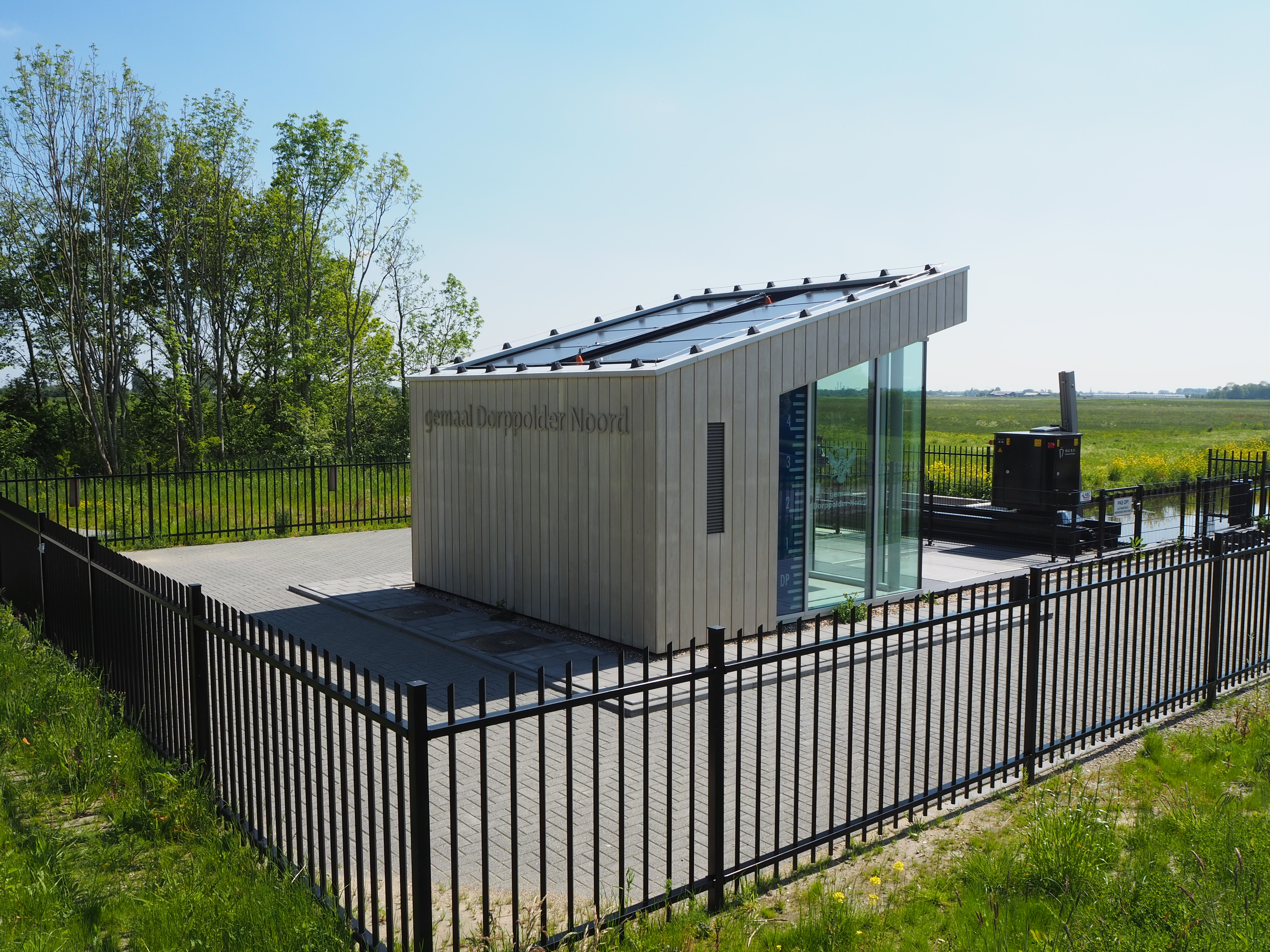
Gemaal Dorppolder Noord uit 2020.